# Julien Ries
Julien kardinál Ries (19. dubna 1920 Arlon – 23. února 2013) byl belgický římskokatolický kněz, církevní historik, kardinál.
Kněžské svěcení přijal 8. prosince 1945 a byl inkardinovaný do diecéze Namur. Doktorát získal na Katolické univerzitě v Lovani. V letech 1979 až 1985 byl konzultorem Papežské rady pro mezináboženský dialog.
Dne 6. ledna 2012 byla ohlášena jeho kardinálská nominace, kterou papež Benedikt XVI. oficiálně završil při konzistoři 18. února téhož roku. Vzhledem k věku se nemohl účastnit konkláve a jeho povýšení do kardinálské hodnosti tak znamenalo především čestné ocenění.